# Rijksweg 7
Rijksweg 7 is een Nederlandse autosnelweg (A7) en autoweg (N7), die begint bij Zaandam en bij de grens bij Bad Nieuweschans overgaat in de Duitse A280. Rijksweg 7 is, met uitzondering van het korte gedeelte tussen Zaandam en Knooppunt Zaandam, onderdeel van de E22. Met 242 kilometer is de A7 de langste rijksweg van Nederland.

## Route
Rijksweg 7 begon tot 2014 bij het Zaandamse Prins Bernhardplein als verbindingsweg naar het knooppunt Zaandam met de A8. Daar vervolgt de A7 zijn route naar Purmerend, Hoorn en de Wieringermeer om vanaf Den Oever over de Afsluitdijk naar Zurich te gaan. Er ontbreekt een rijbaanscheiding tussen de toe- en afritten van de afrit Wijdewormer. Dit is zeldzaam voor Nederlandse begrippen. Elders in Europa komen dergelijke afritconstructies vaker voor.
Bij knooppunt Zurich takt de N31 af naar Leeuwarden, die bij Drachten weer aansluit op de A7. Om Sneek volgt de weg de rondweg, evenals langs de zuidelijke rand van de stad Groningen. Beide gedeelten hebben als aanduiding N7. Bij knooppunt Joure bevond zich tot 14 oktober 2017 een rotonde, waarop de A6 (voorheen als A50 genummerd) aansloot. Vlak bij Heerenveen is een knooppunt met de A32. Bij Groningen, op het Julianaplein, eindigt de A28 komend uit Assen. Op het knooppunt Euvelgunne, ook in Groningen, begint de N46. Na de Duitse grens gaat de Nederlandse A7 over in de 4,5 km lange Duitse A280 welke bij Dreieck Bunde aansluit op de Duitse A31, een belangrijke noord-zuidverbinding tussen het Ruhrgebied en Oost-Friesland.
In de A7 tussen Sneek en Joure ligt bij Uitwellingerga een aquaduct, de Prinses Margriettunnel. De A7 is bij Sneek en Groningen onderbroken door de N7. De Rijksweg maakt daar deel uit van de rondweg van deze steden, waarbij in Groningen vooralsnog een maximumsnelheid van 70 kilometer per uur geldt, al wordt er gebouwd aan een vernieuwde Ring Groningen. Bij Sneek is dit inmiddels 80 kilometer per uur.

## Geschiedenis
Dit overzicht is mogelijk incompleet; u kunt helpen door het uit te breiden.
- In 1960 was de toenmalige Rijksweg 43, als enkelbaans autoweg gereed tussen Zurich (Kop Afsluitdijk) en Groningen. Van dit wegvak waren reeds voor de Tweede Wereldoorlog delen gereed.[2]
- In de jaren 1960 en 1970 waren diverse ernstige ongevallen te betreuren op de toenmalige E-10, de tweebaansweg tussen Amsterdam en Den Oever langs onder andere Monnickendam en Edam.[noot 1][3]
- In december 1970 werd de tot autosnelweg omgebouwde provinciale weg S14 (Zaandam - Neck) in de Wijdewormer in gebruik genomen met een verbinding naar knooppunt Zaandam en Rijksweg 8.[4] Omdat in Purmerend het tracé van de weg werd verlegd, is op een braak liggend stuk grond van 17 hectare het Beusebos ontstaan.
- In mei 1976 was, met de ingebruikname van een tweede draaibrug bij Den Oever, de ombouw op de Afsluitdijk van autoweg tot autosnelweg gereed.[5] Ook het ongelijkvloerse knooppunt Zurich in de toenmalige rijkswegen 9 en 43 kwam in deze maand gereed.[6]
- In juni 1976 werd het wegvak tussen Neck en de aansluiting Purmerend-Noord (N244) in gebruik genomen; met een brug over het Noordhollandsch Kanaal.[7][8]
- In maart 1978 werd een rijbaan van het wegvak Purmerend-Noord - Scharwoude in gebruik genomen.[9]
- In juli 1978 werd de Prinses Margriettunnel en aansluitende wegvakken geopend. Op dat moment was het deel tussen de Afsluitdijk en Beetsterzwaag, afgezien van de rondweg Sneek en de rotondes bij Joure en Heerenveen, gereed als autosnelweg.[2]
- Op 2 juli 1987 werd het nieuwe gedeelte van de A7 tussen Scharwoude en Den Oever bij verzorgingsplaats Broerdijk officieel geopend door minister van Verkeer en Waterstaat Smit-Kroes met de onthulling van een metaalplastiek Sehnsucht.[10]
- In april 2008 ging het Aquaduct De Geeuw bij Sneek in gebruik, ter vervanging van een tweetal bruggen over de Geeuw. De snelweg is vanaf dat moment[bron?] vrij van gelijkvloerse kruisingen in de Ring Sneek.

### Vervallen tracé door Waterland-oost
In diverse Rijkswegenplannen en het Structuurschema Hoofdwegennet stond voor Rijksweg 7 tussen Amsterdam en Purmerend een tracé ingetekend dat door de veenweidegebieden van Waterland-Oost zou lopen; langs de dorpen Het Schouw, Watergang, Purmerland en Ilpendam; door de polders en natuurgebieden Broekermeer, Varkensland, Ilperveld en Polder de Vurige Staart. Begin jaren 1980 heeft de Tweede Kamer dit tracé, waar veel verzet tegen bestond, geschrapt.

### Routewijziging Zaandam

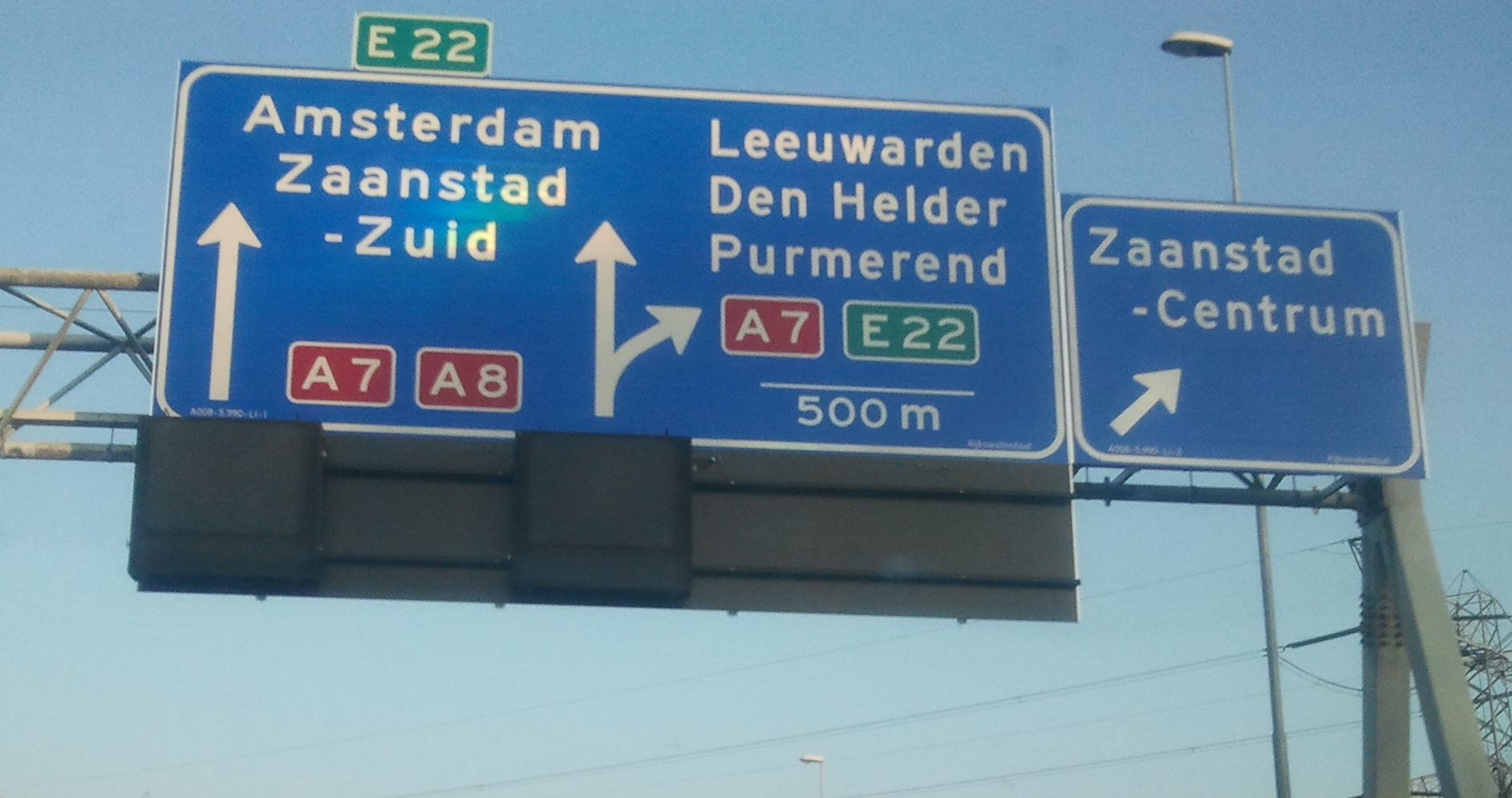
De A8 tussen knooppunt Zaandam en Zaanstad-Zuid dubbel genummerd.

Sinds het voorjaar van 2014 begint de Rijksweg 7 bij knooppunt Coenplein. Voorheen was het Prins Bernhardplein in Zaandam het begin van de Rijksweg 7. Reeds bij de invoering van de afritnummering is er rekening mee gehouden dat het eerste gedeelte van de A8 dubbel genummerd zou kunnen worden. Dit omdat het lange-afstandsverkeer tussen de A7 en de A10 niet gebaat is bij het over een zeer korte afstand moeten oriënteren op een ander wegnummer. Dit is de reden dat de A7 bij Zaandijk bij afrit 2 begint, en niet bij afrit 1. Afrit 1 zal dan dezelfde afrit worden als afrit 1 op rijksweg 8. Hiermee zal de A7 in zijn geheel onderdeel worden van de E22. Het gedeelte tussen het Prins Bernhardplein in Zaandam en knooppunt Zaandam maakt sindsdien deel uit van stadsroute S151.

### Filevorming
De A7 was bekend om de file, tussen Avenhorn en Wijdewormer, die zich doorgaans al voor 6.00 uur ontwikkelt. Dit is te wijten aan het op de snelweg invoegende verkeer vanaf de opritten bij Purmerend. Met de openingen van de spitsstrook tussen Purmerend en knooppunt Zaandam, medio december 2015, is de capaciteit van de snelweg hier vergroot. Het aantal files is hierdoor aanzienlijk afgenomen. Door de opening van een nieuwe verbindingsweg op Knooppunt Zaandam rond 1997 en de opening van de tweede Coentunnel in 2014, zijn ook de files rondom het knooppunt sterk verminderd.
Sinds december 2007 is er een spitsstrook in gebruik, tussen Knooppunt Zaandam en Purmerend, in de richting van Hoorn. Deze extra rijstrook is aangelegd om de files in de avondspits te verminderen en om de doorstroming op de aansluitende wegen A8 en A10 te verbeteren.
In Friesland vormde het Knooppunt Joure een gekend knelpunt. Deze rotonde veroorzaakte praktisch dagelijks 3 tot 5 kilometer file in de richting Afsluitdijk - Heerenveen. In 2015 is gestart met het verbeteren van dit knooppunt, waarbij de rotonde in zijn geheel is verdwenen. Het nieuwe knooppunt werd stap voor stap op 13 en 14 oktober 2017 geopend. Het tracé dat bij Groningen de zuidelijke ringweg vormt, is eveneens een knelpunt. Het Julianaplein zorgt voor regelmatige filevorming vanaf Leek. Op feestdagen in Duitsland ontstaat er vertraging vanaf Hoogezand. In 2007 is Rijkswaterstaat begonnen met experimenten die met name de doorstroming tussen het Julianaplein en het knooppunt Europaplein moet bevorderen. Daarnaast is door de aanleg van het Euvelgunnetracé de route van de A7 verlegd, waardoor het Europaplein voor het doorgaande verkeer geschiedenis is. In 2017 is het project Aanpak Ring Zuid in uitvoering gegaan. Dit project omvat onder meer het ongelijkvloers maken van het knooppunt Julianaplein alsmede het verdiept aanleggen van het tracé tussen Julianaplein en Europaplein. Het project moet eind 2024 afgerond zijn.

## Aantal rijstroken
| Traject                                        | Aantal rijstroken    | Maximumsnelheid                                                     |
| ---------------------------------------------- | -------------------- | ------------------------------------------------------------------- |
| Knooppunt Zaandam - afrit Purmerend-Zuid       | 2×2 (bij drukte 2×3) | 120 km/h* (Spitsstrook open 100 km/h)                               |
| afrit Purmerend-Zuid - afrit Purmerend-Noord   | 2×2                  | 120 km/h*                                                           |
| afrit Purmerend-Noord - Stevinsluizen          | 2×2                  | 130 km/h*                                                           |
| Stevinsluizen - Lorentzsluizen                 | 2×2                  | 130 km/h (70 km/h bij sluizen, 100 km/h bij monument ri. Groningen) |
| Lorentzsluizen - Ring Sneek                    | 2×2                  | 130 km/h*                                                           |
| Ring Sneek                                     | 2×2                  | 80 km/h                                                             |
| Ring Sneek - afrit Hoogkerk                    | 2×2                  | 130 km/h*                                                           |
| afrit Hoogkerk - afrit Groningen-West          | 2×2                  | 100 km/h                                                            |
| afrit Groningen-West - afrit Groningen-Centrum | 2×3                  | 80 km/h                                                             |
| afrit Groningen-Centrum - Knooppunt Euvelgunne | 2×2                  | 80 km/h                                                             |
| Knooppunt Euvelgunne - afrit Westerbroek       | 2×2                  | 100 km/h                                                            |
| afrit Westerbroek - afrit Winschoten           | 2×2                  | 130 km/h*                                                           |
| afrit Winschoten - Duitse Grens                | 2×2                  | 130 km/h                                                            |
| * maximumsnelheid tussen 6-19h: 100 km/h       |                      |                                                                     |

## Kunst langs de A7
- Sehnsucht bij Verzorgingsplaats Broerdijk
- beelden op de Afsluitdijk
- Skip mei lading, kunstwerk op de geluidswal ter hoogte van Joure. Na de verbouwing van knooppunt Joure is het kunstwerk verplaatst naar de Sewei.[17]
- KAPKAR / A7-29 X FT van Frank Havermans, aan de zuidkant van Drachten bij afrit 29
- Walk along the Border, een open boek van Daniel Libeskind tussen Hoogkerk en de stad Groningen
- The Tower of Cards, The Tower of Letters, The Joker's Perch, van John Hejduk tussen de stad Groningen en Hoogezand
- Het andere monument van Meent van der Sluis ter herdenking van de schade door aardbevingen als gevolg van de gaswinning
- Gasmolecule, sculptuur in de middenberm in de buurt van het aardgasveld van Slochteren te Kolham

## Trivia
- De industriewijk Drachten-Azeven is naar de A7 vernoemd;
- Ter hoogte van de brug over de Stevinsluizen in de Afsluitdijk is een hectometersprong, de hectometerpaaltjes langs de weg verspringen van 64,5 naar 71,4. De oorzaak hiervan is niet bekend.
- Tussen de afritten Heiligerlee (46) en Winschoten (47) is ook een hectometersprong en verspringen de paaltjes van 233,6 naar 237,4.
- De verzorgingsplaats Bunderneuland ligt in Duitsland terwijl de snelweg die er naast loopt op Nederlands grondgebied ligt. Na het verlaten van deze verzorgingsplaats ga je eerst weer Nederland in via de snelweg om vervolgens enkele honderden meters verder wederom de grens met Duitsland te passeren.
- Pal voor de grens ligt het meest oostelijke punt van Nederland.

## Verkeersintensiteiten
Hieronder de werkdaggemiddelden in motorvoertuigen per etmaal voor enkele telpunten.
| Telpunt                | 1986   | 1993   | 1994   | 1995   | 1996   | 1997   | 1998   | 1999   | 2000   | 2001   | 2002   | 2003   | 2004   | 2005   | 2006   | 2009   |
| ---------------------- | ------ | ------ | ------ | ------ | ------ | ------ | ------ | ------ | ------ | ------ | ------ | ------ | ------ | ------ | ------ | ------ |
| Wijdewormer            | 32.550 | 57.750 | 59.200 | 60.250 | 58.200 | 60.000 | 65.800 | 70.600 | 72.200 | 73.450 | 74.600 | 75.650 | 77.000 | 77.300 | 78.900 |        |
| Oosthuizen             | 29.250 | 52.100 | 53.950 | 55.850 | N/A    | 46.000 | 50.750 | 53.250 | 51.200 | 52.050 | 54.550 | 55.350 | 56.100 | 55.400 | 57.250 |        |
| Wieringerwerf          | 10.800 | 18.950 | 20.450 | 20.700 | 20.550 | 21.500 | 22.900 | 23.650 | 23.900 | 25.100 | 26.250 | 26.500 | 26.750 | 27.100 | 28.100 |        |
| Afsluitdijk            | 9.250  | 12.000 | 12.400 | 12.850 | 13.550 | 14.400 | 14.500 | 15.450 | 16.000 | 16.300 | 17.100 | 17.650 | 17.750 | 17.700 | 18.400 | 18.926 |
| Bolsward               | 8.350  | 11.600 | 10.950 | 12.150 | 12.400 | 14.100 | 13.500 | 14.100 | 14.650 | 15.100 | 15.800 | 16.650 | 16.500 | 16.700 | 17.250 | 19.316 |
| Oudehaske              | 23.200 | 32.200 | 33.300 | 33.900 | 33.750 | 33.700 | 34.000 | 39.650 | 43.200 | 45.650 | 46.800 | 49.600 | 52.050 | 52.400 | 54.050 |        |
| Beetsterzwaag          | 19.200 | 35.500 | 35.100 | 31.100 | 31.250 | 30.950 | 36.500 | 39.700 | 42.600 | 44.550 | 46.650 | 47.850 | 50.300 | 49.400 | 51.500 |        |
| Hoogkerk               | 27.700 | 42.350 | 47.350 | 47.100 | 42.500 | 44.600 | 50.500 | 52.900 | 54.100 | 56.600 | 57.000 | 59.550 | 60.100 | 60.500 | 63.250 |        |
| Groningen Helpman      | 17.300 | 64.500 | 68.400 | 70.300 | 62.700 | 64.400 | 74.200 | 75.750 | 77.600 | 77.700 | 77.100 | 77.700 | 80.050 | 83.400 | 85.400 | 72.429 |
| Engelbert              | 18.700 | 26.500 | 27.250 | 28.550 | 26.250 | 27.700 | 31.500 | 33.650 | 36.400 | 35.700 | 38.000 | 39.300 | 40.750 | 42.000 | 43.500 |        |
| Scheemda               | 8.850  | 10.400 | 10.700 | 11.150 | 16.050 | 16.150 | 18.250 | 19.050 | 19.900 | 20.500 | 21.650 | 21.800 | 25.550 | 26.400 | 27.650 | 23.805 |
| Bad Nieuweschans grens | 2.800  | 5.550  | 5.700  | 5.650  | 5.950  | 6.450  | 6.850  | 7.250  | 8.050  | 8.100  | 8.800  | 9.400  | 9.600  | 10.200 | 9.600  |        |

## Afbeeldingen

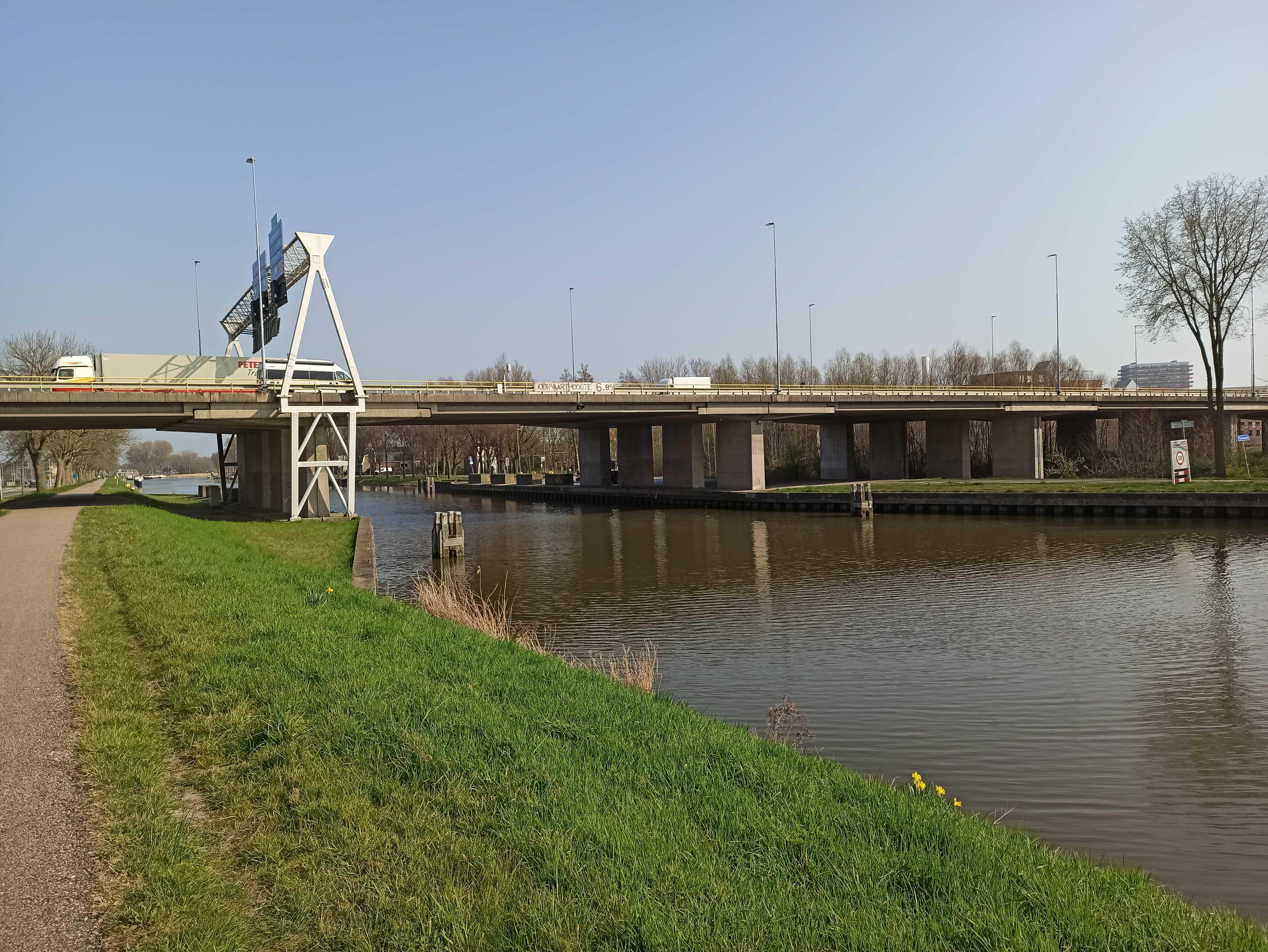
Brug over het Noordhollandsch Kanaal
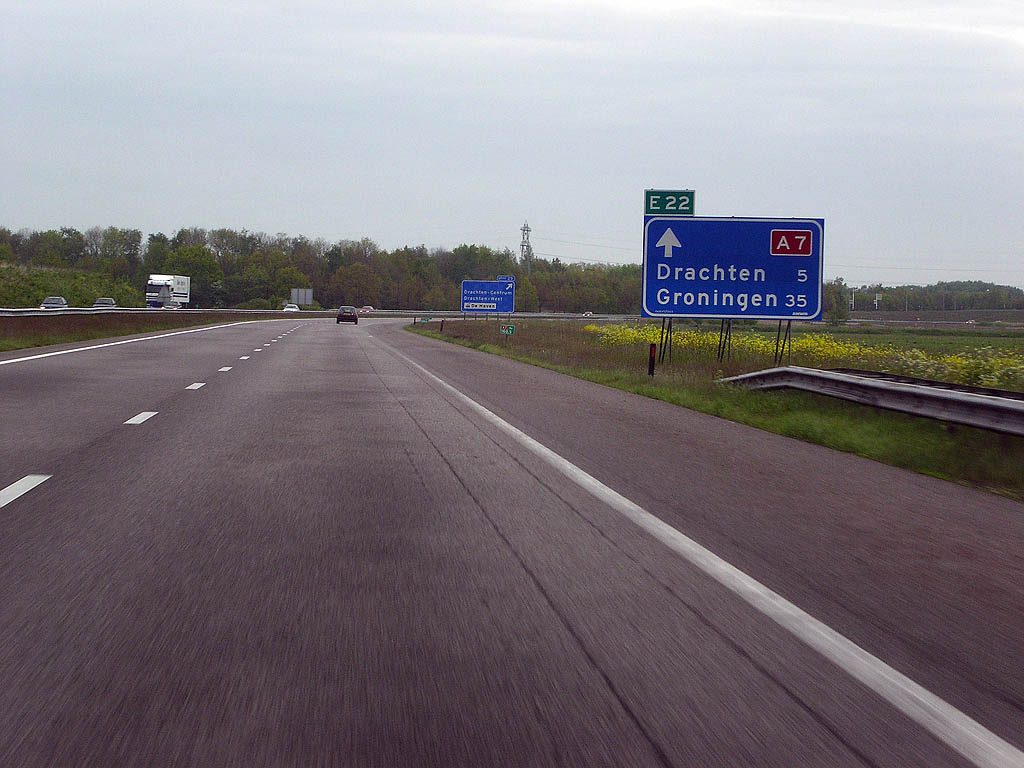
Bij Drachten.
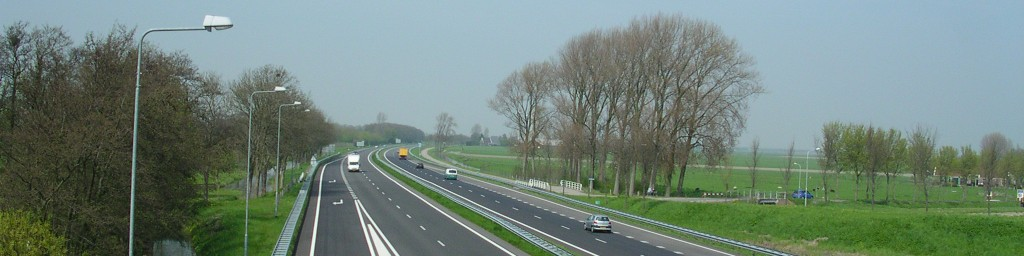
Bij Broerdijk.
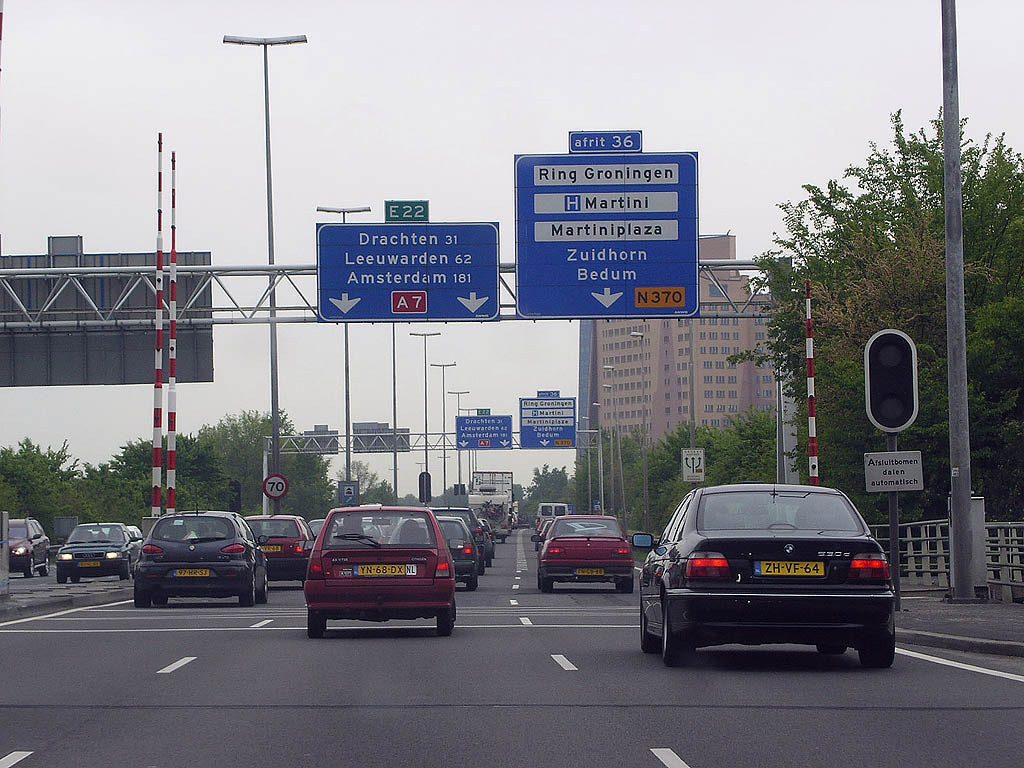
A7/N7 bij Groningen.